# 下新北町
下新北町（しもしんきたまち）は、富山県富山市の公称町名である。郵便番号は930-0802。奥田北地区センターが所在している。

## 特徴
富山市街地の北側近郊にあり、かつ富山ライトレール富山港線の駅に近く交通利便性が高いので、住宅地が多い。

## 地理
富岩運河沿いには遊歩道が整備されている。

### 河川
- 富岩運河

## 歴史
- 1889年（明治22年）4月1日 - 町村制施行に伴い上新川郡奥田村、鶴田村、上奥井村、窪村、西上赤江村、西下赤江村、上奥井新村、下奥井村、西川原村、奥田上新村、奥田下新村、下奥井新村、西田村、中島村、下桑原村、粟田村、西稲荷村、東田地方村、西双代村が合併し、奥田村が発足。
- 1935年（昭和10年）4月1日 - 富山市に編入。

## 世帯数と人口
2021年（令和3年）9月30日現在の世帯数と人口は以下の通りである。
| 町丁     | 世帯数  | 人口  |
| -------- | ------- | ----- |
| 下新北町 | 424世帯 | 975人 |

## 小・中学校の学区
市立小・中学校に通う場合、学区は以下の通りとなる。
| 番地 | 小学校               | 中学校             |
| ---- | -------------------- | ------------------ |
| 全域 | 富山市立奥田北小学校 | 富山市立奥田中学校 |

## 交通

### 鉄道
最寄り駅は富山地方鉄道富山港線粟島（大阪屋ショップ前）駅。

### 道路
- 富山県道30号富山港線

## 施設
- 奥田北地区センター
- シャトレーゼ下新店
- 島田病院
- 富山市立奥田北小学校

## 参考出典
- 平凡社地方資料センター 編『富山県の地名 日本歴史地名大系 第16巻』平凡社、1994年。ISBN 4582910084。